# العلاقات بين موناكو والاتحاد الأوروبي
تتم العلاقات بين إمارة موناكو والاتحاد الأوروبي بشكل أساسي من خلال فرنسا. من خلال هذه العلاقة، تشارك موناكو بشكل مباشر في بعض سياسات الاتحاد الأوروبي. تعد موناكو جزءًا من الاتحاد الجمركي للاتحاد الأوروبي ومنطقة ضريبة القيمة المضافة، وبالتالي فهي تطبق معظم الإجراءات على ضريبة الإنتاج وضريبة القيمة المضافة. تقع موناكو على حدود دولة عضو في الاتحاد الأوروبي: فرنسا. لكن هذه العلاقة لا تمتد إلى التجارة الخارجية. تنطبق اتفاقيات التجارة التفضيلية بين الاتحاد الأوروبي والدول الأخرى فقط على البضائع الناشئة من المنطقة الجمركية - لا يجوز لموناكو المطالبة بالمنشأ من الاتحاد الأوروبي في هذا الصدد. 
موناكو عضو بحكم الواقع في منطقة شنغن (تعامل حدودها وأراضيها الجمركية كجزء من فرنسا) وتستخدم اليورو رسميًا كعملة وحيدة لها. تستخدم اليورو من خلال اتفاقية مع الاتحاد الأوروبي وفرنسا ويسمح لها من قبل الاتحاد الأوروبي بسك عملاتها المعدنية. تستخدم موناكو اليورو حيث كانت عملتها مرتبطة بالفرنك الفرنسي. 

## مستقبل العلاقات
من غير المرجح أن تنضم موناكو إلى الاتحاد الأوروبي. بصرف النظر عن حجمها، على عكس الملكيات الدستورية داخل الاتحاد الأوروبي، يتمتع أمير موناكو بسلطات تنفيذية كبيرة وليس مجرد شخصية صوريّة. 
انضمت موناكو إلى مجلس أوروبا في عام 2004،  وهي خطوة تطلبت منها إعادة التفاوض على علاقاتها مع فرنسا، التي كان لها في السابق الحق في ترشيح وزراء مختلفين. كان ينظر إلى هذا على أنه جزء من تحرك عام نحو أوروبا.
في نوفمبر 2012، بعد أن دعا مجلس الاتحاد الأوروبي إلى تقييم علاقات الاتحاد الأوروبي مع هذه الدول الصغيرة، والتي وصفها بأنها «مجزأة»، نشرت المفوضية الأوروبية تقريرًا يحدد الخيارات لمزيد من اندماجهم في الاتحاد الأوروبي.
على عكس ليختنشتاين، العضو في المنطقة الاقتصادية الأوروبية عبر رابطة التجارة الحرة الأوروبية (EFTA) واتفاقية شنغن، تستند العلاقات مع هذه الدول الثلاث إلى مجموعة من الاتفاقيات التي تغطي قضايا محددة. فحص التقرير أربعة بدائل للوضع الحالي:
1) نهج قطاعي مع اتفاقيات منفصلة مع كل دولة تغطي منطقة سياسة كاملة.
2) اتفاقية شراكة إطارية شاملة ومتعددة الأطراف (FAA) مع الدول الثلاث.
3) عضوية المنطقة الاقتصادية الأوروبية.
4) عضوية الاتحاد الأوروبي.
جادلت المفوضية بأن النهج القطاعي لم يعالج القضايا الرئيسية وكان لا يزال معقدًا بلا داعٍ، بينما تم رفض عضوية الاتحاد الأوروبي في المستقبل القريب لأن «مؤسسات الاتحاد الأوروبي غير مهيأة حاليًا لانضمام مثل هذه البلدان الصغيرة الحجم». وجدت المفوضية أن الخيارات المتبقية، عضوية المنطقة الاقتصادية الأوروبية واتفاقية شراكة إطارية مع الدول، قابلة للتطبيق وأوصت بها. واستجابة لذلك، طلب المجلس استمرار المفاوضات مع الدول الصغيرة الثلاث بشأن المزيد من التكامل، وإعداد تقرير بحلول نهاية عام 2013 يوضح بالتفصيل الآثار المترتبة على الخيارين الصالحين وتوصيات بشأن كيفية المضي قدمًا.
نظرًا لأن عضوية المنطقة الاقتصادية الأوروبية مفتوحة حاليًا فقط لأعضاء الرابطة الأوروبية للتجارة الحرة أو الاتحاد الأوروبي، فإن موافقة الدول الأعضاء الموجودة في الرابطة الأوروبية للتجارة الحرة مطلوبة حتى تنضم الدول الصغرى إلى المنطقة الاقتصادية الأوروبية دون أن تصبح أعضاء في الاتحاد الأوروبي. في عام 2011، قال يوناس غار ستوره، وزير خارجية النرويج آنذاك، وهي دولة عضو في الرابطة الأوروبية للتجارة الحرة، إن عضوية الرابطة الأوروبية للتجارة الحرة / المنطقة الاقتصادية الأوروبية للدول الصغرى لم تكن الآلية المناسبة لإدماجها في السوق الداخلية بسبب متطلباتها المختلفة عن الدول الكبيرة مثل النرويج، واقترح أن يكون الارتباط المبسط أكثر ملاءمة لهم. رد إسبن بارث إيدي، خليفة ستوره، على تقرير اللجنة في أواخر عام 2012 بالتساؤل عما إذا كانت الدول الصغرى لديها قدرات إدارية كافية للوفاء بالتزامات عضوية المنطقة الاقتصادية الأوروبية. ومع ذلك، ذكر أن النرويج منفتحة على إمكانية عضوية رابطة التجارة الحرة الأوروبية للدول الصغيرة إذا قررت تقديم طلب، وأن الدولة لم تتخذ قرارًا نهائيًا بشأن هذه المسألة.  قال باسكال شافهاوزر، مستشار بعثة ليختنشتاين لدى الاتحاد الأوروبي، إن ليختنشتاين، وهي دولة أخرى عضو في الرابطة الأوروبية للتجارة الحرة، مستعدة لمناقشة عضوية المنطقة الاقتصادية الأوروبية للدول الصغرى بشرط ألا يؤدي انضمامها إلى إعاقة عمل المنظمة. ومع ذلك، اقترح أن يتم النظر في خيار العضوية المباشرة في المنطقة الاقتصادية الأوروبية للدول الصغرى، خارج كل من الرابطة الأوروبية للتجارة الحرة والاتحاد الأوروبي.
في 18 نوفمبر 2013، نشرت مفوضية الاتحاد الأوروبي تقريرها الذي خلص إلى أن «مشاركة البلدان الصغيرة الحجم في المنطقة الاقتصادية الأوروبية لا يعتبر خيارًا قابلاً للتطبيق في الوقت الحالي لأسباب سياسية ومؤسسية»، ولكن اتفاقيات الشراكة كانت بمثابة آلية أكثر جدوى لدمج الدول الصغرى في السوق الداخلية، ويفضل أن يكون ذلك من خلال اتفاقية واحدة متعددة الأطراف مع الدول الثلاث. في ديسمبر 2014 وافق مجلس الاتحاد الأوروبي على بدء المفاوضات بشأن مثل هذه الاتفاقية،  وبدأت في مارس 2015. كان من المقرر الانتهاء من المفاوضات بحلول عام 2020.